# Cikupa
Cikupa est une ville indonésienne située dans la province de Banten et comptant en 2010 une population de 224 678 habitants.